# Sokndal
Gmina Sokndal (norw. Sokndal kommune) – norweska gmina leżąca w regionie Rogaland. Jej siedzibą jest miasto Hauge i dalane.
Sokndal jest 280. norweską gminą pod względem powierzchni.

## Demografia
Według danych z roku 2005 gminę zamieszkuje 3309 osób. Gęstość zaludnienia wynosi 11,25 os./km². Pod względem zaludnienia Sokndal zajmuje 256. miejsce wśród norweskich gmin.
| ludność stan na 1 stycznia 2005 |         |           |       |
|                                 | kobiety | mężczyźni | razem |
| osób                            | 1654    | 1655      | 3309  |
| %                               | 49,98%  | 50,02%    | 100%  |

| wykształcenie stan na 1 października 2004 |        |         |        |        |
|                                           | podst. | średnie | wyższe | niezn. |
| osób                                      | 625    | 1671    | 273    | 35     |
| %                                         | 24%    | 64,17%  | 10,48% | 1,34%  |

## Edukacja
Według danych z 1 października 2004:
- liczba szkół podstawowych (norw. grunnskolar): 3
- liczba uczniów szkół podstawowych: 492

## Władze gminy
Według danych na rok 2011 administratorem gminy (norw. rådmann) jest Bjørn Erik Paulsen, natomiast burmistrzem (norw. ordfører, d. borgermester) jest Dag Sørensen.